# ماركوس هيرينغ
ماركوس هيرينغ (بالألمانية: Markus Hering ) (و. 1960 – م) هو ممثل، وممثل مسرحي، وممثل أفلام من ألمانيا . ولد في زيغن.

## جوائز
حصل على جوائز منها:
- جائزة نستروي [الإنجليزية]‏.

## روابط خارجية
- ماركوس هيرينغ على موقع IMDb (الإنجليزية)
- ماركوس هيرينغ على موقع ألو سيني (الفرنسية)
- ماركوس هيرينغ على موقع ميوزك برينز (الإنجليزية)
- ماركوس هيرينغ على موقع أول موفي (الإنجليزية)
- ماركوس هيرينغ على موقع قاعدة بيانات الفيلم (الإنجليزية)
- ماركوس هيرينغ على موقع كينوبويسك (الروسية)